# Masnières British Cemetery
Le cimetière « Masnières British Cemetery » est un cimetière militaire de la Première Guerre mondiale. Bien que Masnières figure dans son appellation, il est situé sur le territoire de la commune de Marcoing, Nord.

## Localisation
Ce cimetière est situé en pleine campagne à 2 km au nord-est de Masnières et à 4 km à l'est de Marcoing. On y accède à partir de Marcoing en empruntant un petit chemin vicinal.

## Historique
Occupée dès la fin août 1914 par les troupes allemandes, la ville de Masnières est restée loin des combats jusqu'au 20 novembre 1917, premier jour de la bataille de Cambrai, date à laquelle Masnières a été capturée par la 29e division britannique. Le 30 novembre et le 1er décembre, Masnières était détenue par la même division contre des attaques répétées allemandes, et a été évacué dans la nuit du 1er au 2 décembre. La ville a été définitivement reprise le 29 septembre 1918 par la 62e division britannique (West Riding).

## Caractéristique
Le cimetière britannique de Masnières a créé en octobre 1918. Il y a maintenant 166 victimes du Commonwealth de la guerre de 1914-18 commémorées sur ce cimetière. Parmi ceux-ci, 17 ne sont pas identifiés. Tous sont tombés en septembre-octobre 1918. Il y a aussi 59 sépultures allemandes, dont 40 non identifiées. Il couvre une superficie de 995 mètres carrés et est entouré par un mur de moellons de pierre. Sur la route principale, à 2 km à l’est du cimetière britannique de Masnières, se trouve le mémorial de Terre-Neuve de Masnières,

## Galerie

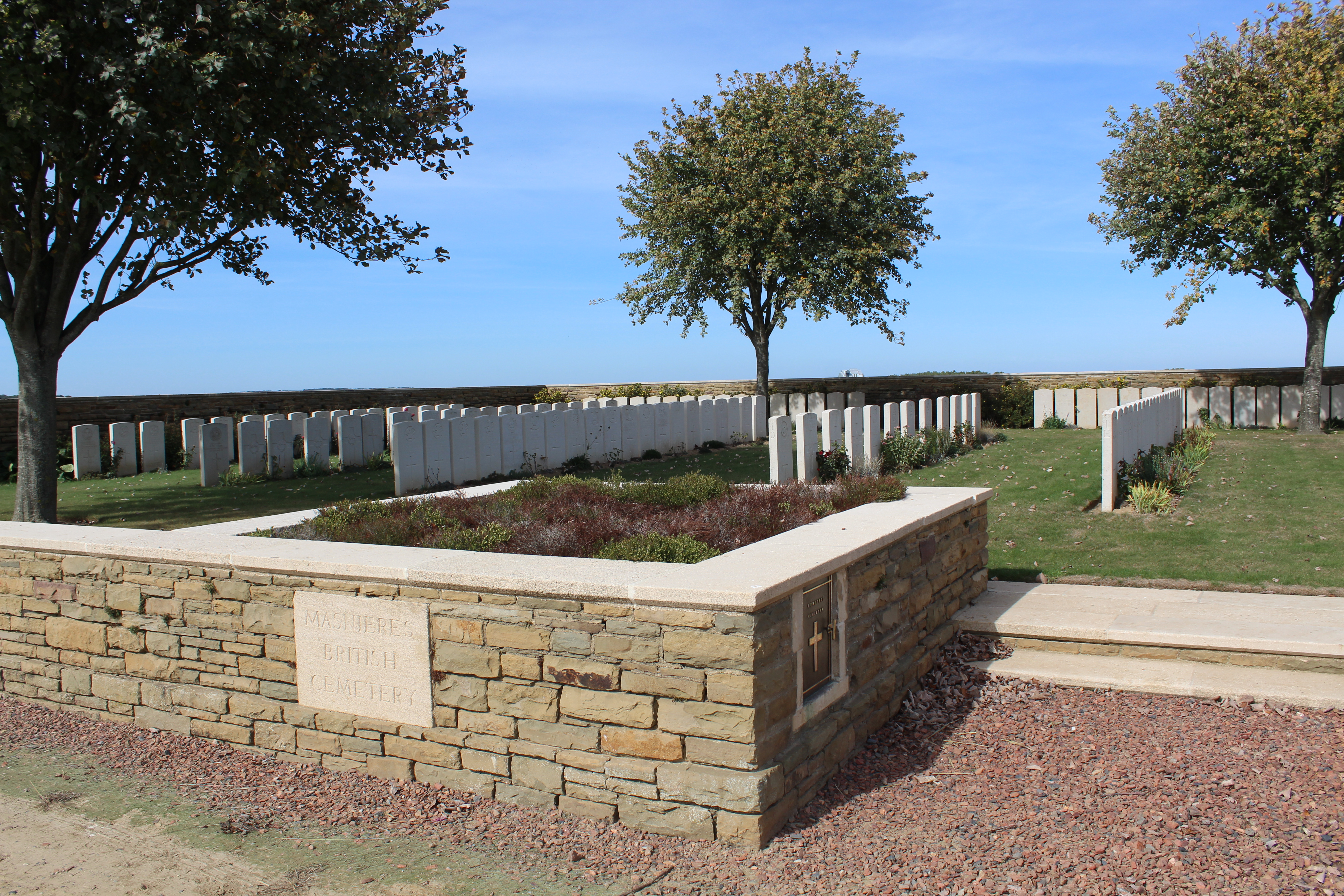
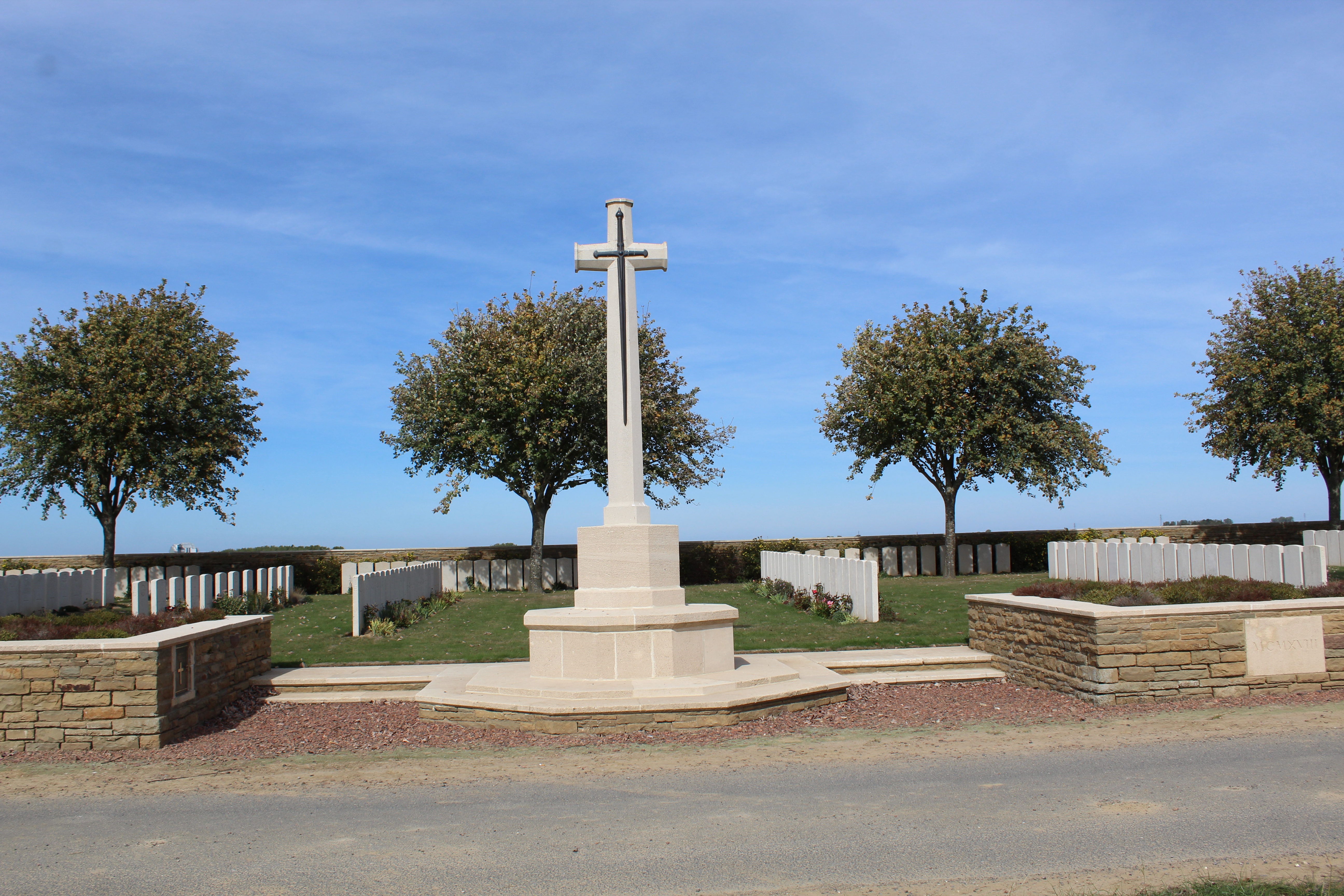
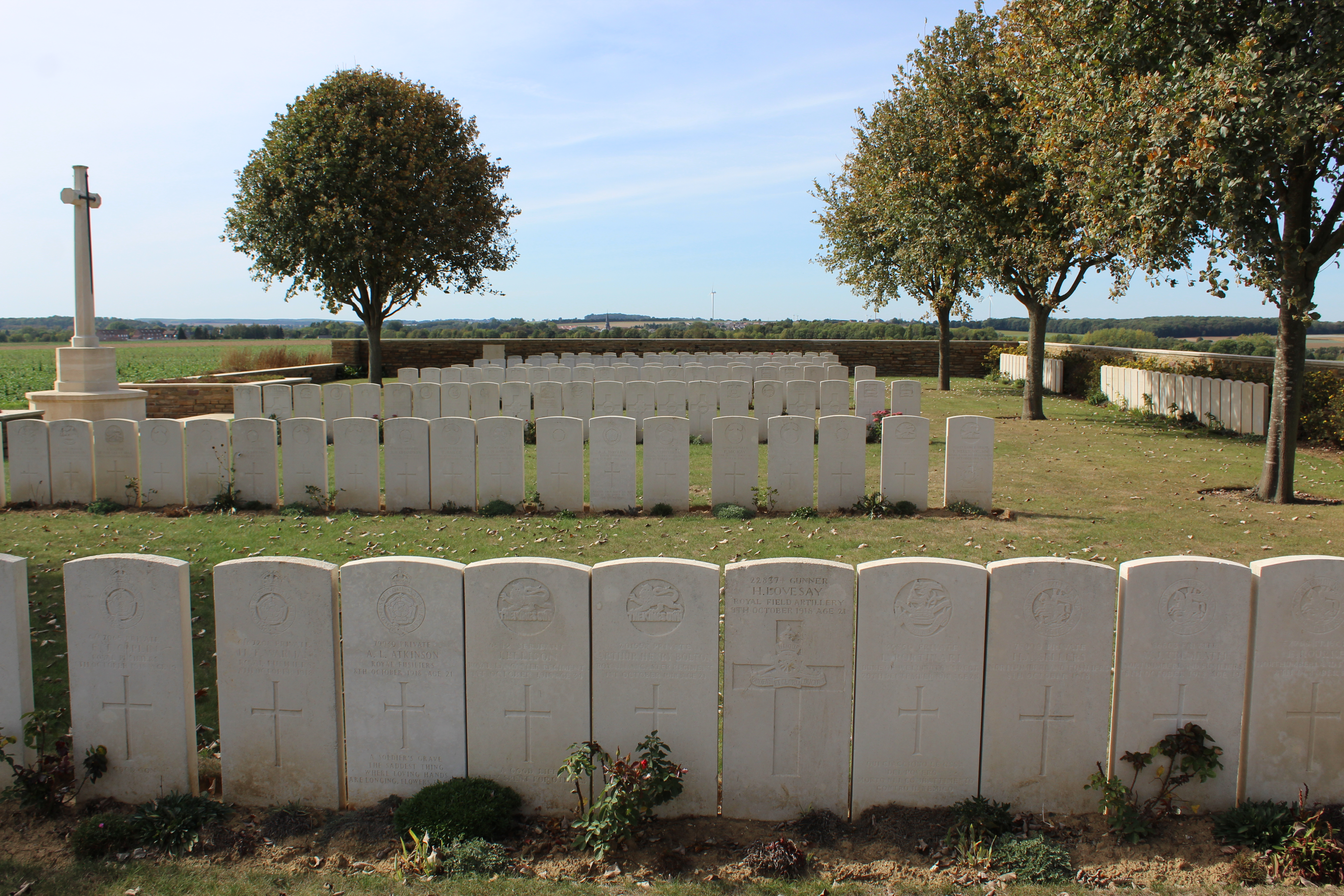
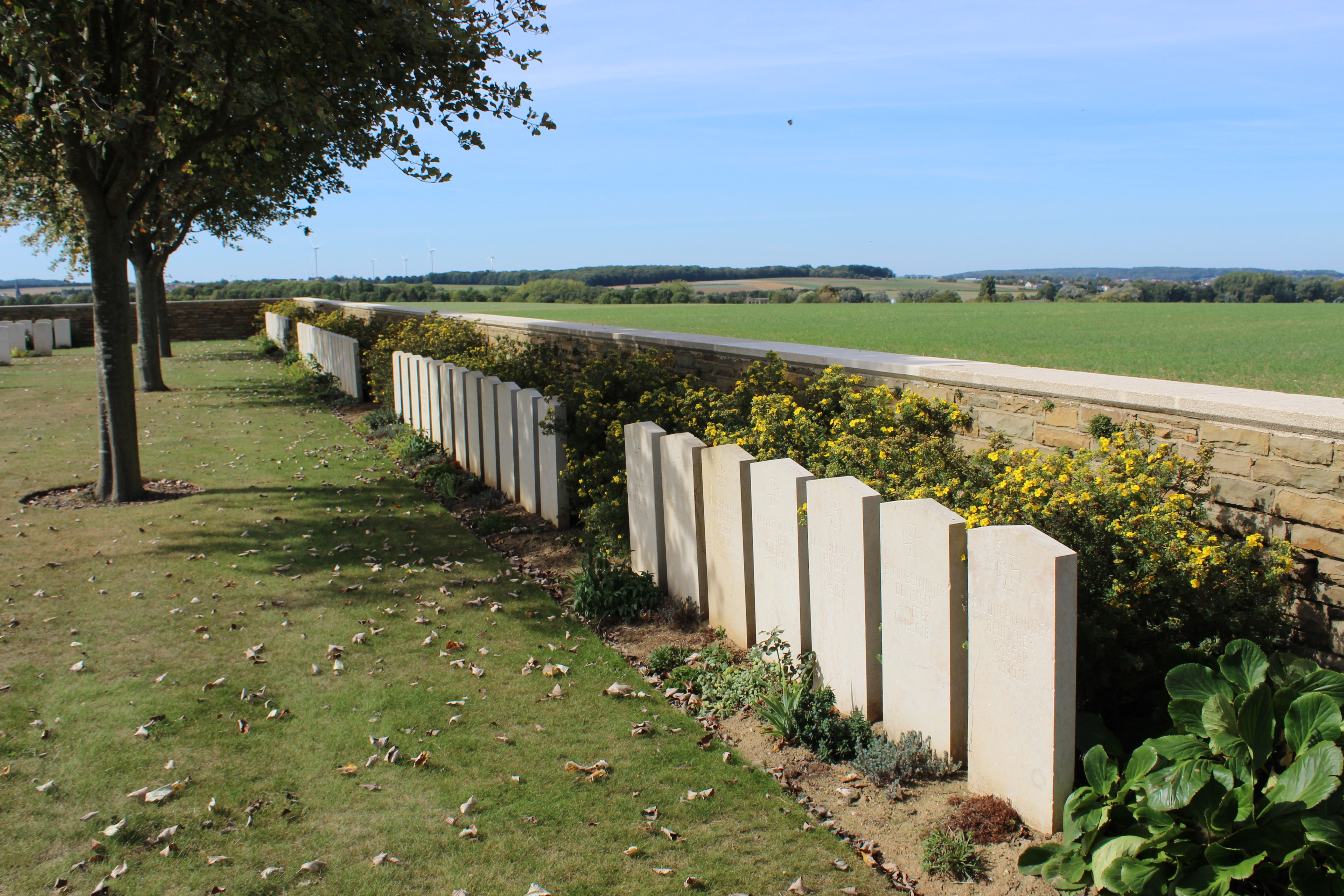
Alignement des tombes des 59 soldats allemands.>/center>

## Sépultures
| Pays             | Sépultures |
| ---------------- | ---------- |
| Royaume-Uni      | 147        |
| Nouvelle-Zélande | 19         |
| Allemagne        | 59         |
| Total            | 225        |